# Giuseppe Ricci Oddi
Giuseppe Ricci Oddi (6. Oktober 1868 in Piacenza – 23. Oktober 1937 ebenda) war ein italienischer Kunstsammler, der 1931 in Piacenza ein Museum für seine Sammlungen errichtete, die Galleria d’arte moderna Ricci Oddi mit damals 400 Kunstwerken des 19. und 20. Jahrhunderts. Schwerpunktmäßig sammelte er Landschaften und Porträts.
Im Februar 1997 wurde das Bildnis einer Frau von Gustav Klimt, erworben von Oddi im Jahr 1925, als gestohlen gemeldet. Es zählte mehr als 22 Jahre lang zu den meistgesuchten Kunstwerken der Welt und wurde im Dezember 2019 in einem verborgenen Lagerraum des Museums wiederentdeckt.

## Leben
Giuseppe Ricci Oddi war der einzige Sohn von Carlo Ricci Oddi und Carolina Ceresa. Er entstammte einer alten Adelsfamilie. Von 1882 bis 1887 besuchte er das städtische Gymnasium und das königliche Gymnasium Melchiorre Gioia, ohne das Abitur zu bestehen. Er schrieb sich deshalb an der juristischen Fakultät von Turin für einzelne Vorlesungen ein. Er absolvierte das Privatabitur und studierte danach an der juristischen Fakultät von Rom. Im Alter von 29 Jahren erhielt er von seiner Mutter ein ganzes Stockwerk ihres Hauses in der via Poggiali.
Giuseppe Ricci Oddi kaufte 1898 seine ersten beiden Gemälde, eines von Francesco Filippini und ein weiteres von Gaetano Previati. Danach trat, abgelenkt von den verschiedenen sportlichen Aktivitäten, die Leidenschaft für die Kunst in den Hintergrund. 1902 folgten neue Ankäufe: Mosè Bianchis Rückkehr von der Weide und Schafe an der Quelle von Stefano Bruzzi. In den folgenden Jahren wurde er von Carlo Pennaroli beraten, einem Buchhalter mit Leidenschaft für die Kunst, selbst Amateur-Maler. In den Jahren 1909 und 1910 besuchten die beiden Männer die Biennale di Venezia und zahlreiche Ateliers von Künstlern in Mailand, Genua, Rom, Neapel und Francavilla a Mare. Ab 1911 intensiviert sich seine Sammelleidenschaft und in hohem Tempo folgten viele Ankäufe. Der Mailänder Kaufmann Giovanni Torelli vermittelte ihm 1913 fünf Gemälde von Antonio Mancini, dem Lieblingsmaler des Sammlers, und verkaufte ihm auch erstmals ein Gemälde von Antonio Fontanesi, einem Künstler, der später im Museum einen eigenen Raum bekommen sollte. Auch in den Kriegsjahren wurden Ankäufe getätigt, wenn auch etwas weniger. Teils profitierte der Sammler von einem gewissen Preisverfall, teils zahlte er jedoch auch erhebliche Beträge, beispielsweise 8000 Lire im Jahr 1916 für Francesco Paolo Michettis Morticino (Trauerzug). Ab 1913 suchte er nach einem Gebäude für seine Sammlung, 1924 entschloss er sich dazu, seine Sammlung der Städte Piacenza zu schenken und selber ein Gebäude auf seine Kosten zu errichten. In seinem Testament, dass er kurz vor seinem plötzlichen Tod aufsetzte, vermachte er fast sein ganzes Vermögen dem Museum, um so die wirtschaftliche Unabhängigkeit des Museum zu ermöglichen.

### Sammlung

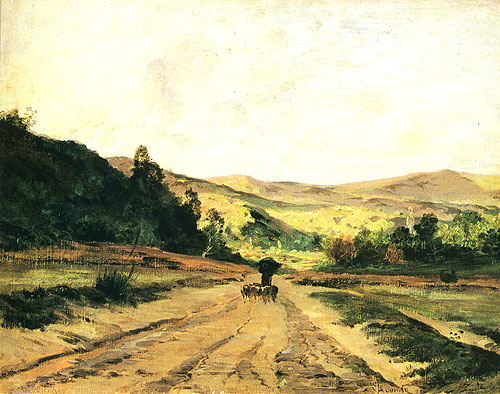
Vittorio Avondo
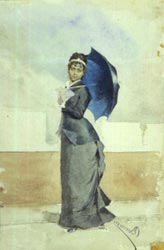
Odoardo Borrani
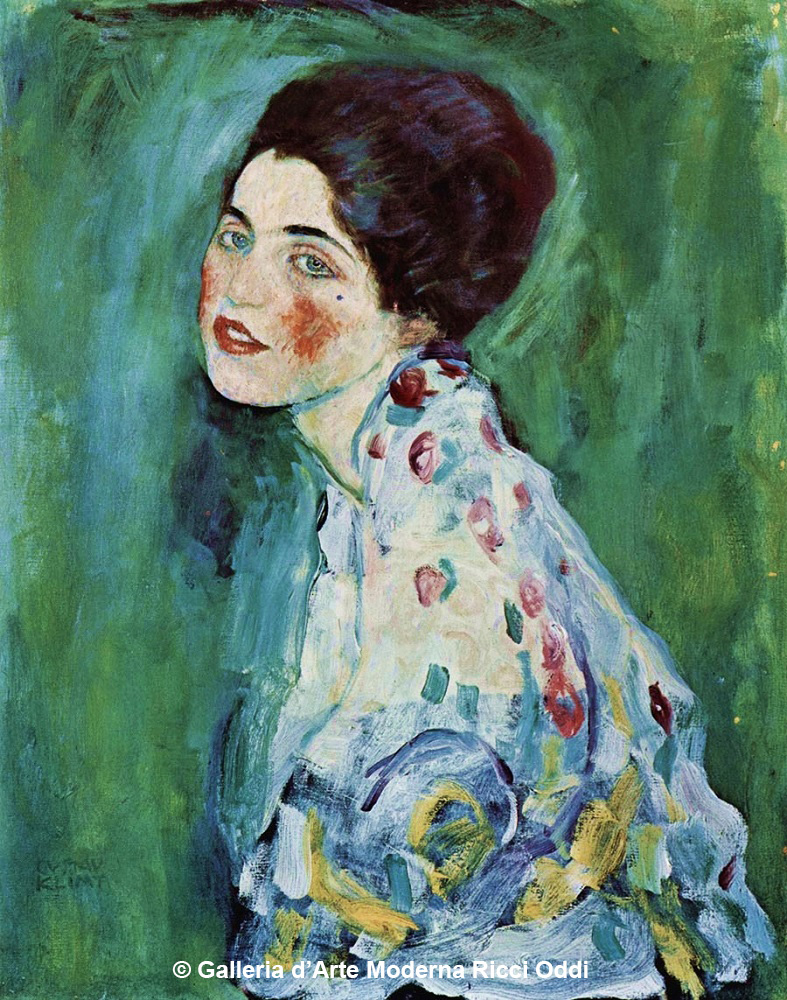
Gustav Klimt
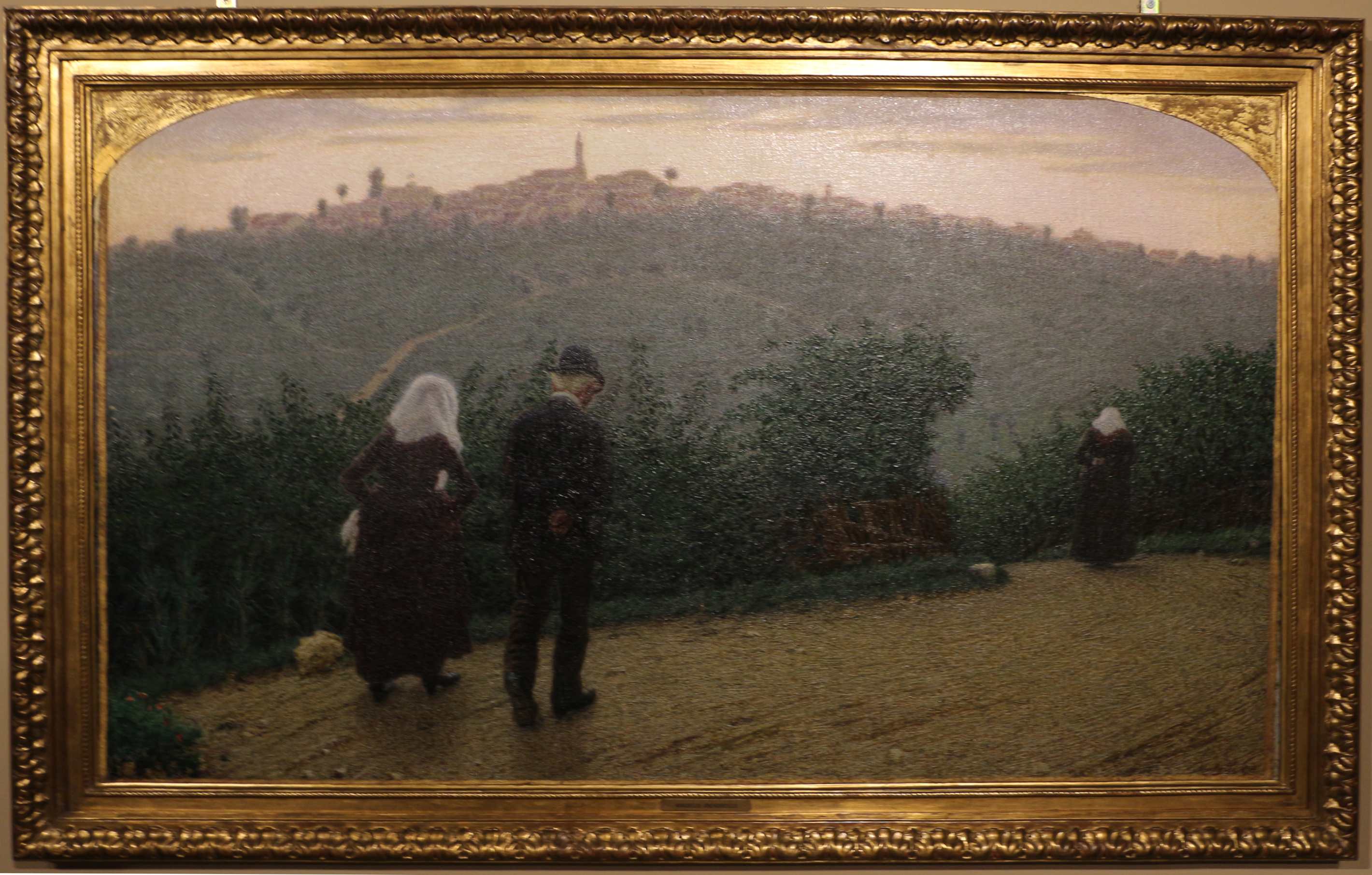
Angelo Morbelli
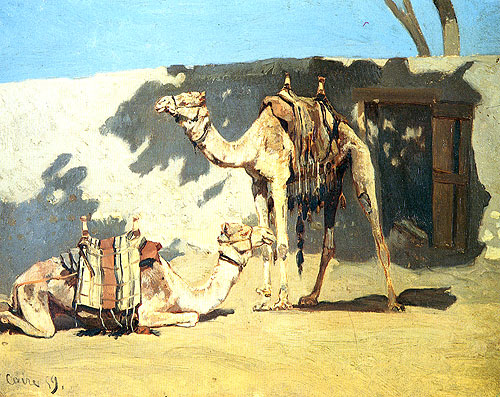
Alberto Pasini

Die Sammlung von Giuseppe Ricci Oddi umfasst überwiegend Werke italienischer Künstler des 19. und des frühen 20. Jahrhunderts, darunter Arbeiten von Giuseppe Abbati, Giuseppe Amisani, Umberto Boccioni, Massimo Campigli, Felice Carena, Carlo Carrà, Felice Casorati, Bruno Cassinari, Giuseppe De Nittis, Filippo De Pisis, Giovanni Fattori, Francesco Filippini, Antonio Fontanesi, Achille Funi, Giacomo Grosso, Francesco Hayez, Gerolamo Induno, Silvestro Lega, Antonio Mancini, Francesco Paolo Michetti, Domenico Morelli, Giuseppe Pellizza da Volpedo, Medardo Rosso, Giulio Aristide Sartorio, Giovanni Segantini, Telemaco Signorini, Adolfo Wildt und Federico Zandomeneghi.
Es gibt nur drei Gemälde Klimts in italienischen Sammlungen, Judith II in Venedig, Die drei Lebensalter der Frau in Rom und das Bildnis einer Frau in der Sammlung Giuseppe Ricci Oddi in Piacenza, welches von Februar 1997 bis Dezember 2019 als gestohlen gemeldet war. Das Bildnis einer Frau befindet sich derzeit noch in Sicherheitsverwahrung, wird dann restauriert und kehrt danach in das Museum zurück (Stand Juni 2020).

### Museum

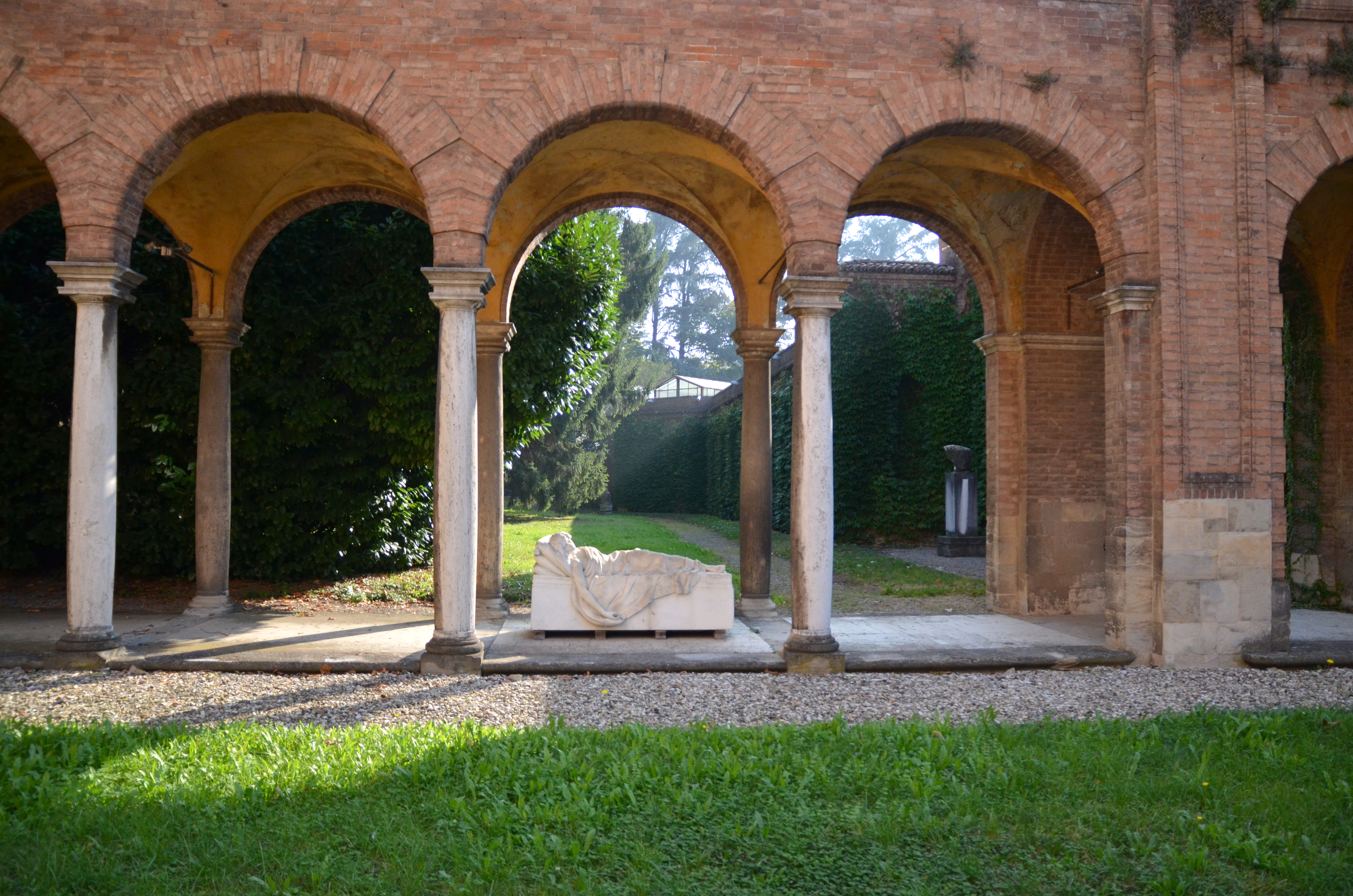
Garten des Museums

Ab 1913 suchte Giuseppe Ricci Oddi nach einem geeigneten Gebäude für seine Kunstwerke. Zahlreiche Kaufverhandlungen scheiterten. Schließlich entschloss sich Ricci Oddi, auf eigene Kosten einen Museumsneubau errichten zu lassen – auf dem Grundstück des ehemaligen Klosters S. Siro, welches von der Stadtgemeinde kostenlos zur Verfügung gestellt worden war. Der Architekt Giulio Ulisse Arata erstellte in den Jahren 1924 und 1925 die Pläne. Es entstand ein für die damalige Zeit innovatives Gebäude mit Naturlicht von oben, in geometrischer Schlichtheit. Die Galleria d’arte moderna Ricci Oddi wurde 1931 fertiggestellt. Zur Eröffnung kamen Vertreter des Königshauses.